# Maggyűjtőhangya

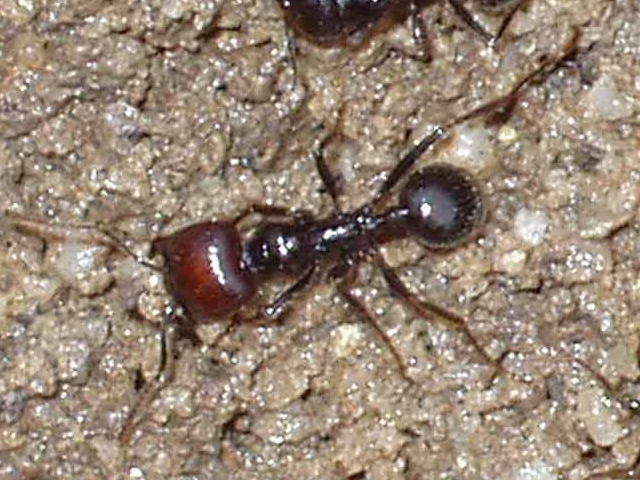
Szakállas maggyűjtőhangya (Messor barbarus) fölülnézetben

Messor julianus oldalnézetben

A  maggyűjtőhangya (Messor) a hártyásszárnyúak (Hymenoptera) rendjében a fullánkosdarázs-alkatúak (Apocrita) alrendjébe sorolt hangyák (Formicidae) között a bütyköshangyaformák (Myrmicinae) alcsalád Pheidolini nemzetségének  egyik neme a 2020-as években közel kétszáz recens és mintegy tucatnyi kihalt fajjal.

## Származása, elterjedése
Magyarországon az Óvilágban elterjedt nem egyetlen faja honos:
- közönséges maggyűjtőhangya (Messor structor).[2] Ez egyúttal az egyetlen, Magyarországon is honos maggyűjtő hangyafaj.

## Megjelenése, felépítése
Polimorf (minor, media és major dolgozókkal).

## Életmódja, élőhelye
A maggyűjtő hangyák típusos képviselője. Fajai jellemzően egykirálynősek (pl. Messor barbarus), de vannak többkirálynős fajok is ( pl. Messor structor).
Fő táplálékai a gabonafélék magvai. Neve arra utal, hogy amikor ezek magvai beérnek, az elérhető magvakat fészkébe szállítja, és ott felhalmozza. A tárolásigény miatt egyes fajok fészkeinek átmérője elérheti az ötven, mélysége a 3 métert. A fészek egyes kamráit magraktárnak rendezi be. Egy-egy maggyűjtő kamrában akár több kilogramm magot is tárolhat. Az összehordott gabona mennyisége (és ezzel a hangya mezőgazdasági kártétele) igen jelentős lehet. Így például az 1960-as években Algéria teljes gabonatermésének tizedét a hangyák takarították be még az aratás előtt.
A bolyban a gabonatartalékot igyekeznek szárazon tartani, mert ha a szemek nedvességhez jutnak, kicsíráznak. A kicsírázott magvakat már értéktelenek a hangyák számára, és kihordják azokat a boly közelében kialakított szemétdombra.
Sokat mozog. Ősszel rajzik; az áttelelő nőstények tavasszal kezdik kinevelni dolgozóik első generációját.

## Megismerésének története
Kis-Ázsiában és a Földközi-tenger mellékén a maggyűjtő hangyák lépten-nyomon tömegesen láthatók. Ezeken a helyeken minden ember ismeri a magvakat cipelő hangyakaravánokat és tudják, hogy a magot behordják kis kráter alakú sánccal körülvett fészkük bejáratán.
Életmódjuknak ezt a névadó sajátosságát már az ókorban több, főleg görög megfigyelő ismertette. Az ókori zsidó törvények külön kitértek arra, hogy a hangyavárakban talált gabonakészletek kit illetnek. Ezek a konkrét ismeretek azonban feledésbe merültek, és a 19. század közepéig még kiváló természettudósok is kétkedve idézték az ókoriakat, nem egyszer meséknek minősítve azok megfigyeléseit. Kimondották, hogy a télen megdermedt hangyáknak nincs szükségük táplálékra, amit jól jelez, hogy sohasem találtak magvakat a hangyák fészkében. Ez a tévedés annak volt köszönhető, hogy olyan helyeken (Angliában, illetve Svájcban) kerestek maggyűjtő hangyákat, ahol azok nem élnek.
Az elődöket Charles Lespès francia természetbúvár igazolta 1866-ban, amikor leírta két a Dél-Franciaországban élő faj szokásait:
„Ez a két faj bámulatra méltó tevékenységgel magkészletet gyűjt össze; e célból messzire elkerülnek keresés közben. A munkát megosztják egymás között, ugyanis, ha útközben egy növényt találnak, amelynek széles levelei vannak, vagy egy követ, amely alatt szabad terület van, vagy akármilyen más védőtetőt, ott ideiglenes raktárt készítenek. Azok az egyének, amelyek magvak gyűjtésével foglalkoznak, odahordják a magvakat az ilyen raktárba; mások pedig elhordják a fészek nyílásához; a harmadik dolgozócsoport pedig végül behordja az aratás eredményét az építmény belsejébe. Néha, ha az aratás helye nagyon messze van a fészektől, az esetben három-négy ilyen raktárt létesítenek útközben.” Lespes óta a természetbúvárok egész sora megerősítette az ő megfigyeléseit és kiderítették még azt is, hogy a maggyűjtő hangyák fészkük elkülönített részeiben halmozzák fel a gondosan megtisztított növényi magvakat, amelyeket azután elfogyasztanak. Megállapították, hogy a magvak kemény héját lerágják, a táplálóanyagokat tartalmazó részét nyálukkal felpuhítva, megeszik. A maggyűjtő hangyák olyan helyeken élnek, ahol hosszú, száraz időszakok vannak, amikor kedvenc csemegéjük, a rovarok mind elpusztulnak. Tehát nem télire, hanem erre a száraz, ínséges időre gyűjtik a magvakat” (Brehm 1933).
Szabó-Patay József (Brehm1933) a Magyarországon is elég gyakori közönséges maggyűjtőhangya (Messor structor)életmódjáról a következőket írja:
Nálunk július közepétől kezdve gyűjtenek a legserényebben, vagyis a fűmagvak érési idejétől kezdve. Magát a hangyát könnyű megismerni, különösen a nagyfejű munkásokat még a laikus sem tévesztheti össze másfajta hangyával. Fészküket leginkább délnek fekvő helyeken ássák meg és a kijáratukat ott építik meg, ahol a föld felszíne kopár. Különben, ha füves a fészkük környéke, akkor azt maguk kigyomlálják, hogy a nap sugarai minél erősebben érvényesülhessenek. Nagyon fontos ugyanis, hogy a magtárak teljesen szárazak maradjanak, különben a felhalmozott magvak kicsíráznának… Egész nyáron keresztül elég nagy mennyiségű magot gyűjtenek össze… Fészkük bejáratát arról lehet felismerni, hogy a nyílását kráter alakú, földből vagy apró kavicsból álló építmény veszi körül. Hogy miként fogyasztják el a begyűjtött magvakat, azt mesterséges fészekben sikerült több ízben megfigyelnem. Rendszerint 4–5 munkáshangya fog hozzá a kemény héjú mag szétbontásához. Többnyire a csíra helyén sikerül leghamarabb a magot kikezdeni. A mag táplálóanyagát azután nyálukkal itatják át és kis lepényeket készítenek belőlük. Ezeket tovább nedvesítve, csaknem elfolyósítják, a folyós tésztát azután felnyalogatják.”

## Ismert fajok
- Messor abdelazizi
- Messor aciculatus
- egyiptomi maggyűjtőhangya (Messor aegyptiacus),
- Messor alexandri
- Messor andrei
- kenyai maggyűjtőhangya (Messor angularis)
- Messor antennatus
- Messor aphaenogasteroides
- Messor aralocaspius
- homoki maggyűjtőhangya (Messor arenarius)
- Messor atanassovii
- szakállas maggyűjtőhangya (Messor barbarus)
- Messor beduinus
- Messor berbericus
- Messor bernardi
- Messor bouvieri
- Messor buettikeri
- Messor caducus
- Messor capensis
- nagyfejű maggyűjtőhangya (Messor capitatus)
- Messor carthaginensis
- Messor caviceps
- Messor celiae
- etióp maggyűjtőhangya (Messor cephalotes)
- Messor ceresis
- Messor chamberlini
- Messor clypeatus
- Messor collingwoodi
- Messor concolor
- Messor decipiens
- Messor dentatus
- Messor denticornis
- Messor denticulatus
- Messor diabarensis
- libanoni maggyűjtőhangya (Messor ebeninus)
- Messor eglalae
- Messor erectus
- Messor excursionis
- Messor ferreri
- Messor foreli
- Messor fraternus
- Messor galla
- Messor hebraeus
- Messor hellenius
- Messor himalayanus
- Messor hismai
- Messor hispanicus
- déli maggyűjtőhangya (Messor ibericus)
- Messor incisus
- Messor incorruptus
- Messor inermis
- Messor instabilis
- Messor intermedius
- Messor julianus
- Messor kasakorum
- Messor kisilkumensis
- Messor lamellicornis
- Messor lariversi
- Messor lobicornis
- Messor lobognathus
- Messor luebberti
- Messor luridus
- Messor lusitanicus
- Messor maculifrons
- Messor marikovskii
- Messor marocanus
- Messor medioruber
- Messor melancholicus
- Messor meridionalis
- kis maggyűjtőhangya (Messor minor), több alfajjal
- Messor muraywahus
- Messor muscatus
- Messor nahali
- Messor niloticus
- Messor oertzeni
- Messor olegianus
- keleti maggyűjtőhangya (Messor orientalis)
- Messor perantennatus
- Messor pergandei
- Messor piceus
- Messor picturatus
- Messor planiceps
- Messor postpetiolatus
- Messor regalis
- Messor reticuliventris
- Messor rufotestaceus
- Messor rufus
- Messor ruginodis
- Messor rugosus
- Messor sanctus
- Messor sanganus
- †Messor sculpturatus
- Messor semirufus
- Messor semoni
- Messor smithi
- Messor stoddardi
- Messor striatellus
- Messor striaticeps
- Messor striatifrons
- Messor striativentris
- Messor striatulus
- közönséges maggyűjtőhangya (Messor structor),
- Messor subgracilinodis
- Messor sultanus
- Messor syriacus
- Messor testaceus
- Messor timidus
- Messor tropicorum
- Messor turcmenochorassanicus
- Messor valentinae
- Messor variabilis
- Messor vaucheri
- Messor vicinus
- Messor wasmanni